# Саіто Акане
Саіто Акане (яп. 齊藤 あかね; нар. 12 січня 1993, Сайтама, Японія) — японська футболістка, півзахисниця, виступала в збірній Японії.

## Клубна кар'єра
Саіто народилася 12 січня 1993 року в префектурі Сайтама. Виступала в «ТЕПКО Марізе». Проте в 2011 році в зв'язку з аварією на Фукусімській АЕС клуб було розформовано. У квітні 2011 року перейшла до клубу «Урава Редс». У 2015 році підписала контракт з клубом «Нагано Парсейро».

## Кар'єра в збірній
У жовтні 2008 року Акане була викликана до збірної Японії U-17 на чемпіонат світу U-17 2018 року. У липні 2010 року була викликана до молодіжної збірної Японії U-20 для участі на молодіжному чемпіонаті світу 2010 року. У березні 2011 року отримала виклик до збірної Японії на кубку Алгарв 2011. На цьому турнірі, 9 березня, вона дебютувала в японській збірній у поєдинку проти Швеції.

## Статистика виступів у збірній
Сьтаном на 2011 рік.
| національна збірна Японії | національна збірна Японії | національна збірна Японії |
| Рік                       | Матчі                     | Голи                      |
| ------------------------- | ------------------------- | ------------------------- |
| 2011                      | 1                         | 0                         |
| Загалом                   | 1                         | 0                         |

## Досягнення
- Чемпіонат Японії
  -  Чемпіон (1): 2014